# Пантна

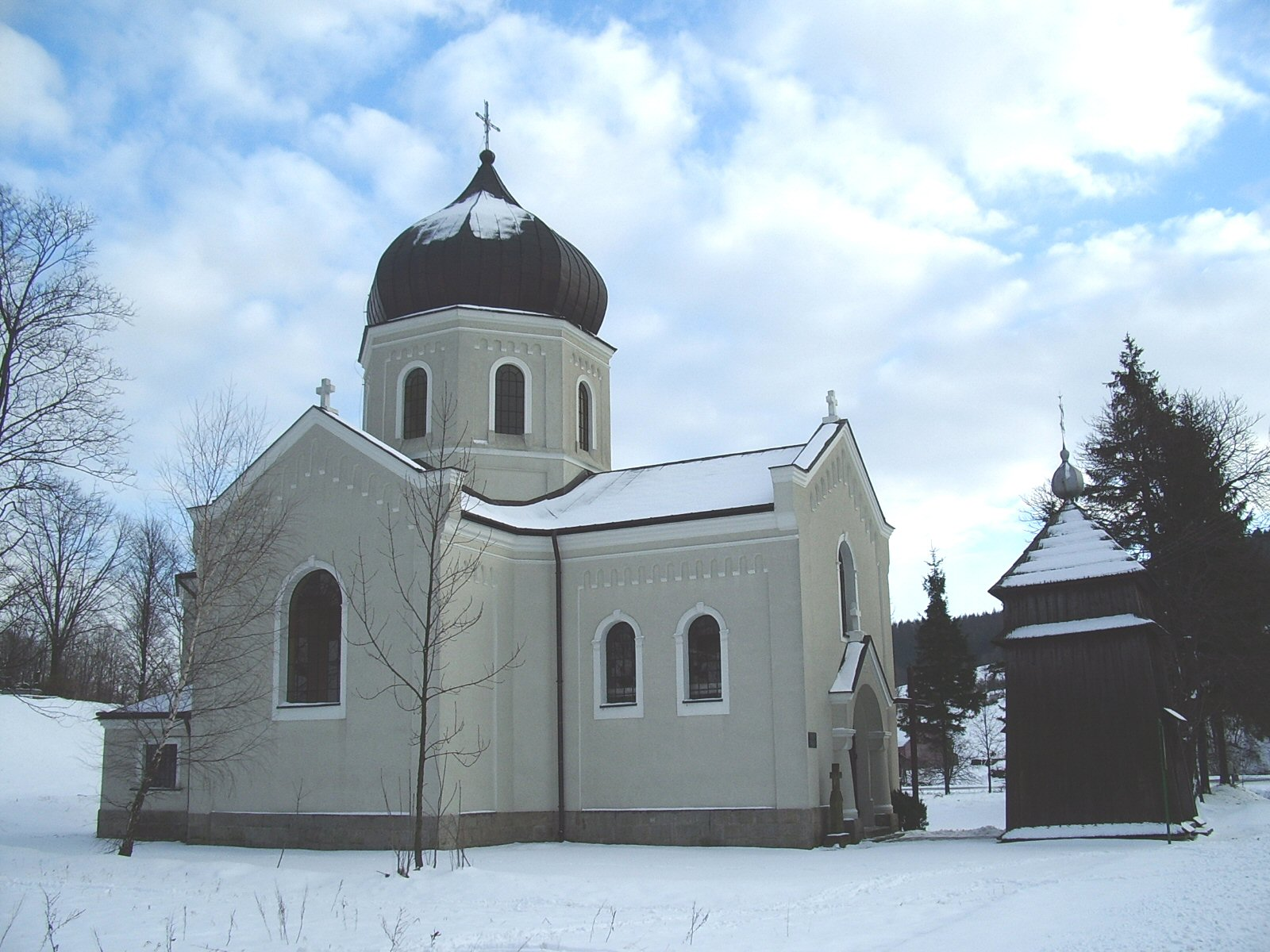
Парафіяльна церква в Пантні

Пантна (пол. Pętna) — колишнє лемківське село, а тепер — частина (присілок) села Маластів у гміні Сенкова Горлицького повіту Малопольського воєводства Республіки Польща.

## Розташування
Лежить у Низькому Бескиді, у долині потоку Маластівка — лівої притоки річки Сенківка.
Через село пролягає воєводська дорога № 977.

## Історія
Село закріпачене у 1557 році на волоському праві бецьким старостою Станіславом Бонером. Через село проходив середньовічний мадярський тракт — дорога з Горлиць до Бардіїва.
Наприкінці XIX ст.тут добували нафту, в 1881 р. було 5 свердловин завглибшки до 130 м, які належали єврейській родині Ветаймерів.
1903 р. в селі однією з перших на Західній Лемківщині відкрита читальня «Просвіти», відновлена в 1903 р. і незабаром заборонена польською владою.
У роки Першої світової війни на території села 5 місяців точилися запеклі бої та так званий Горлицький прорив.
У міжвоєнний період українська самосвідомість росла під впливом священика Юліана Плешкевича, який був лідером українського руху в повіті. В 1934 р. у селі організовано осередок «Рідної школи». Село опиралося переведенню навчання на лемківський діалект взамін українській літературній мові, акцію очолював Асафат Гривна з Пантни.
1946 р. в околицях села діяли повстанці УПА з сотні «Бродича».
До 1945 р. в селі була дочірня церква греко-католицької парохії Маластів Горлицького деканату, до якої належали також Ропиця Руська, Драгашів і Сенкова. У селі було чисто лемківське населення: з 780 жителів села — усі 780 українці.

## Сучасність
Тепер у селі є коло 40 господарств, половина з них — лемківські.
Стоять кільканадцять придорожніх хрестів і дві скульптури. Збереглася теж капличка з кінця XIX ст. На старому цвинтарі збереглося кількадесят хрестів. На новому цвинтарі (відкритий у міжвоєнний період) варта уваги скульптура Матері Божої з дитятком. Обидва цвинтарі знаходяться неподалік від церкви. Коло церкви стоять два хрести на честь хрещення Русі, причому хрест 1938 року поставлений на пам'ять 950-річчя хрещення «Русі -України» і є єдиним такого типу хрестом на Лемківщині, де вжито слово Україна. На інших хрестах, встановлених з цієї нагоди, згадується Русь або Київська Русь.

## Місцеві пам'ятки
Об'єкти, перераховані в реєстрі пам'яток Малопольського воєводства:
- Греко-католицька церква Преп. Мат. Параскеви 1805 року, мурована.
  - Дзвіниця, залишок від колишньої дерев'яної церкви, яка була збудована в 1700 р. і стояла тут до 1935 р.
  - Цвинтар[3].
- Військове кладовище з Першої світової війни № 63.

## Народились
- Марія Баюс — підпільниця ОУН, ув'язнена в Концентраційний табір у Явожні як наречена районного провідника ОУН Михайла Федака «Смирного», але не зламалася і після концтабору втекла з нареченим до Німеччини.